# Epiphora tanszoiane
Epiphora tanszoiane är en fjärilsart som beskrevs av Stoneham. Epiphora tanszoiane ingår i släktet Epiphora och familjen påfågelsspinnare. Inga underarter finns listade i Catalogue of Life.